# Новичок (веб-сериал)
«Новичок» (англ. The Rookie) — спин-офф телесериала «24 часа». Вебизоды выпускались с 2007 по 2008 года годы через интернет. Сериалу был дан слоган: «Каким бы ни был риск, он не подведёт». В оригинале: «Whatever the risk, he won’t let you down». Главный герой Джейсон Блейн — новичок КТП (CTU).
Первые два эпизода, «Первый» и «Второй день», были включены при повторном переиздании первого сезона на DVD. Последний эпизод «Третий день» не выпускался на DVD, и на данный момент, отсутствует на официальном сайте, таким образом, официального способа просмотреть его нет возможности.
Режиссёр Родни Чартерс (Rodney Charters). Исполнительные продюсеры Кевин Таунсенд (Kevin Townsend) и Дэвид Лэнг (David Lang).

## Обзор сериала
«Новичок» сделан близко по духу к оригиналу, телесериалу «24 часа». В начале каждого дня закадровый голос Джейсона Блейна говорит, в какое время происходит данный эпизод. В начале каждого эпизода есть вставка «Ранее в сериале» (в оригинале «Previously on the Rookie»). Экран также делится на несколько частей во время повествования, например, телефонных разговоров.
Однако, в отличие от оригинального сериала «24 часа», действие «Новичка» происходит не в реальном времени.

### Привязка ко времени
Временной промежуток, когда происходят события спин-оффа, официально не объявляется. Однако, есть несколько отсылок.
- Во время первого дня, заместителем директора КТП назван Альтон Максвэлл (Alton Maxwell). Предполагалось, что это будет иметь отражение в пятом сезоне телесериала «24», но этого не произошло.
- КПК Джейсона в первом дне указывает, что события происходят 15 января 2007 года, в день премьеры первого вэбизода «Новичка».
- В третьем дне, Кейт Вайман (Kate Wyman) говорит, что Альтон Максвэлл преследует Эстебана Салазара, а его братья Гектор и Рамон убиты. Значит, действие происходит после третьего сезона телесериала «24 часа».

## Первый день: Сбегай за кофе
Первый день озаглавлен «Coffee Run», премьерный показ состоялся 14 января 2007 года Состоит из трёх вебизодов. Во время очередного важного совещания, новичка Джейсона Блейна отправляют не на совещание, а за кофе. Д. Б. уже купив кофе, видит что группа вооружённых бандитов пытается ограбить банк, и останавливает их. Затем уходит так, будто его не было. Когда он приносит кофе в КТП, вместо спасибо, ему говорят, что кофе остыл.

## Второй день: Ошибочная идентификация
Второй день «Mistaken Identity» премьера 26 марта 2007 года Состоит из трёх вебизодов. Джейсон Блейн везёт КПК босса на его же машине в пустыню, где находится оперативная группа КТП и ждёт самолёт с пленными чеченскими террористами. По пути, Д. Б. звонят на телефон автомобиля, принимая его за босса, и угрожают ему смертью. Позже новичок находит бандитов, саботирует их акцию и вновь, никому ничего не сообщая, завершает свою миссию — доставляет КПК босса.

## Третий день: Извлечение
Третий день «Extraction» премьера состоялась 17 марта 2008 года Состоит из шести вебизодов. После переезда из КТП в ФБР Джейсон Блейн сопровождал своего босса Альтона Максвэлла в Мехико, чтобы найти там наркобарона Эстебана Салазара. Впоследствии Альтон похищен, а Джейсон должен его спасти.

## Другое
- Джереми Рэй Валдез (Jeremy Ray Valdez) также сыграл Тима Руни (Tim Rooney) в пятом сезоне «24 часа».
- Планировалось, что третий день «Извлечение» совпадёт с премьерой седьмого сезона телесериала «24 часа», так как здесь раскрывается упразднение КТП и перевод активных сотрудников с ФБР, но этого не произошло из-за забастовки сценаристов в 2007—2008 гг.